# Albert Rains

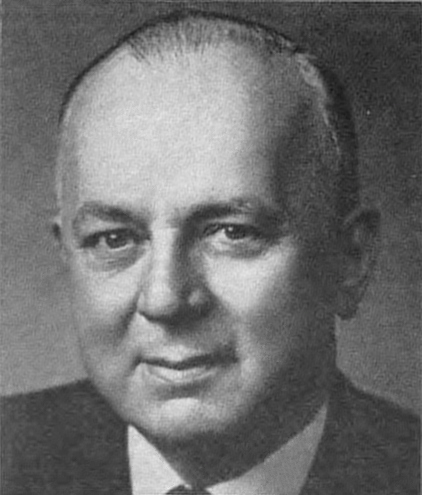
Albert Rains, 1961

Albert McKinley Rains (* 11. März 1902 in Grove Oak, DeKalb County, Alabama; † 22. März 1991 in Gadsden, Alabama) war ein US-amerikanischer Politiker und vertrat den Bundesstaat Alabama im US-Repräsentantenhaus.

## Werdegang
Rains besuchte die öffentlichen Schulen, das Snead Seminary in Boaz, das State Teachers College in Jacksonville und die University of Alabama in Tuscaloosa, wo er Jura studierte. Er bekam seine Zulassung als Anwalt 1928 und eröffnete im folgenden Jahr eine Praxis in Gadsden. Danach war er von 1930 bis 1935 stellvertretender Staatsanwalt im Etowah County sowie zwischen 1935 und 1944 Prozessbevollmächtigter der Stadt Gadsden.
Von 1941 bis 1944 saß Rains im Repräsentantenhaus von Alabama. Danach wurde er als Demokrat in den 79. und die neun nachfolgenden Kongresse gewählt. Seine Tätigkeit im Repräsentantenhaus übte er zwischen dem 3. Januar 1945 und dem 3. Januar 1965 aus. Danach kandidierte er nicht noch einmal für den 89. Kongress. Er arbeitete als Vorstandsvorsitzender der First City National Bank (später First Alabama Bank of Gadsden), bis er 1979 emeritierter Vorsitzender wurde. Bis zu seinem Tod im Jahr 1991 lebte er in Gadsden.